# Georgi Atanasov (político)
Georgi Ivanov Atanasov  (Pravoslaven, 25 de julio de 1933-Sofía, 31 de marzo de 2022) fue un político búlgaro y un destacado miembro del Partido Comunista Búlgaro que se desempeñó como Primer Ministro de Bulgaria (1986-1990).

## Biografía
Atanasov apoyó el movimiento para derrocar a Todor Zhivkov como Presidente del Consejo de Estado, uniéndose a Petar Mladenov en la dirección de la oposición. En noviembre de 1992 fue condenado a diez años de prisión por malversación de fondos, aunque fue indultado en 1994. 
Atanasov murió el 31 de marzo de 2022, a la edad de 88 años en Sofía.

## Premios
- Orden de Georgi Dimitrov
- Orden de Karl Marx